# Фрида Кало
Магдалена Кармен Фрида Кало и Калдерон (на испански: Magdalena Carmen Frida Kahlo y Calderón) е мексиканска художничка, представителка на т. нар. „наивистично изкуство“, известна с непокорния си дух и неконвенционалния си стил както в изкуството, така и в личния си живот. Нейното творчество е смесица от реализъм, символизъм и сюрреализъм, примесено с мексикански национализъм и фолклор. Съпруга е на известния мексикански стенописец Диего Ривера. В същото време Кало има открити любовни извънбрачни връзки както с мъже, така и с жени. Авторка е на 143 картини, 55 от които са автопортрети. Както тя, така и съпругът ѝ имат комунистически убеждения.
Нейният живот е белязан от нещастието да се зарази от полиомиелит и по-късно от сериозна катастрофа през младежките ѝ години, които я приковават на легло в продължение на дълги периоди от време, подлагайки я на 32 операции. Тематиката в нейното изкуство се върти около нейната биография и собственото ѝ страдание. Тя е автор на 200 творби, предимно автопортрети. През 1939 г. излага картини във Франция благодарение на покана от Андре Бретон. Една от творбите в тази изложба, която е в центъра Помпиду, става първата картина от мексикански художник, придобита от Лувъра. Прави първата си самостоятелна изложба в Мексико малко преди смъртта си. Нейното творчество става известно и получава международно признание едва след смъртта ѝ, особено от 1970 г. насам.

## Биография

### Произход и детски години (1907 – 1924)
Фрида Кало е родена на 6 юли 1907 г. в дома на родителите ѝ в Койоакан, по това време обособено предградие на град Мексико. Фрида твърди, че е родена в Синята къща, тяхната фамилна къща, но документи показват, че всъщност е родена в дома на баба си по майчина линия. Родителите ѝ са Гийермо Кало, фотограф (1871 – 1941), имигрант от Германия и Матилде Калдерон Гонсалес. В медиите и в биографии на Кало той често е определян като евреин, но генеалогичните изследвания показват, че Гийермо Кало произлиза от лутеранско немско семейство. Майка ѝ е испанка, родена в Америка. Освен Фрида от брака се раждат още 3 дъщери – Матилде (1899 – 1951), Адриана (1902 – 1968) и Кристина (1908 – 1964). През 1906 г. се ражда и син, Гийермо, но той остава жив само няколко дни. Те имат три полусестри от първия брак на Гийермо с Мария Карденя Еспино – Мария, Луиза и Маргарита.
След смъртта на майка си (бабата на Фрида) Вилхелм Кало пристига във Веракрус, Мексико и сменя името си на Гийермо Кало. През 1893 г. се жени за Мария Карденя, а през 1898 г. за майката на Фрида – Матилде Калдерон.
По-късно Кало описва атмосферата от детството си като „често много, много тъжна“. Двамата родители често са болни и бракът им е лишен от любов. Отношенията на Матилде с дъщерите ѝ са изключително напрегнати. Кало описва майка си като „любезна, активна и интелигентна“, но и като „пресметлива, жестока и фанатично религиозна“. Освен това фотографията на Гийермо страда от революцията, сваленото правителство и продължителната гражданска война, и всичко това ограничава броя на частните му клиенти. Мексиканската революция от 1910 г. започва, когато Фрида е на 3 години, но тя си спомня изстрелите и как майка ѝ бърза да прибере нея и сестрите ѝ вътре в къщата. След прекаран полиомиелит на 6-годишна възраст, десният ѝ крак остава деформиран – по-къс и по-слаб. Тя носи няколко чифта дълги чорапи на този крак, за да изглежда нормален, а също така традиционните дълги мексикански рокли или панталони. Заболяването я принуждава да бъде изолирана от връстниците си в продължение на месеци, а и е обект на подигравки. Докато опитът от болестта я кара да се затвори в себе си, той я прави в същото време любимка на баща ѝ поради споделения опит да живее с увреждане. Поради полиомиелита Фрида започва училище по-късно от връстниците си. Заедно с по-малката си сестра Кристина тя посещава местната детска градина и началното училище в Койоакан.
През 1922 г. постъпва в Националното подготвително училище (Preparatoria), едно от елитните училища в Мексико, където се занимава с природни науки с цел да стане лекар. По това време става свидетел и на въоръжени сблъсъци по улиците, тъй като революцията все още продължава. Институцията едва е започнала да приема жени и от 2000 ученици само 35 са момичета. Тя е сериозно ангажирана с мексиканската култура, политическия активизъм и проблемите на социалната справедливост. Училището насърчава индигинизма, едно ново усещане за мексиканска идентичност, което се гордее с коренното наследство на страната и се стреми да се отърве от колониалния начин на мислене на Европа като превъзхождаща Мексико. Особено влиятелна се оказва група от девет нейни съученици, с които сформира неофициално наречената „група Качучас“. Много от тях ще станат водещи фигури на мексиканския интелектуален елит. Те се бунтуват срещу всичко консервативно и правят шеги и пиеси, дискутират философии и руски класици. За да прикрие факта, че е по-възрастна и за да се обяви за „Дъщеря на революцията“, Кало започва да казва, че е родена на 7 юли 1910 г., годината на Мексиканската революция.

### Катастрофата (1925 – 1928)
На 17 септември 1925 г., едва на 18 години, попада в тежка катастрофа, когато автобусът с който пътува, се сблъсква с трамвай. По това време тя се връща у дома след училище заедно с приятеля си Алехандро Гомес Ариас. Вследствие на сблъсъка раздробява бедрената си кост, поврежда гръбнака си на три места, счупва две ребра, ключица, тазобедрените си кости и десния крак на 11 места, изкълчва десния си крак и лявото рамо. Нараняванията са почти смъртоносни. Метално парче от рампа поврежда влагалището ѝ и тя по-късно коментира, че това е „най-жестокият начин по който се губи девствеността“. Прекарва един месец в болницата и два месеца вкъщи. По-късно иска, но не може да има деца поради тежките контузии и остава бездетна. Трите ѝ бременности трябва да бъдат прекъснати. Претърпява 32 операции по време на целия си живот, често остава приковавана към легло за дълги периоди от време, трябва да носи корсет, а към края на живота си, през 1952 г., загубва и десния си крак, който е ампутиран до коляното след гангрена.
Започва да рисува именно докато е неподвижна в месеците след катастрофата. През септември 1926 г. рисува първия си автопортрет с маслени бои, който посвещава на Алехандро Гомес Ариас. През 1927 г. картините на Кало стават по-сложни. Същата година рисува портрета на Мигел Н. Лира, масло върху платно, в който влага много повече символизъм. Само една година по-късно рисува портрета на сестра си Кристина с много чисти линии и много меки тонове.
По това време, към края на 1927 г., Фрида вече не е на легло и започва често да се движи в политическа, художествена и интелектуална среда. Тя се свързва отново със старите си приятели и става член на Мексиканската комунистическа партия.
Инцидентът приключва мечтите на Кало да стане лекар и причинява непрестанни болки за остатъка от живота ѝ. Нейният приятел Андрес Енестроса заявява, че Кало „живее умираща“. По време на възстановяването си тя започва да мисли за кариера като медицински илюстратор, който би съчетал интересите ѝ в науката и изкуството. Тя има специално направен статив, който ѝ позволява да рисува в леглото си, а над нея е поставено огледало, така че да може да се вижда докато рисува. За нея рисуването става начин да изследва въпросите на идентичността и съществуването, а по-късно заявява, че катастрофата и изолацията при възстановяването са я накарали да започне отново да рисува неща така както ги вижда със собствени си очи.
Повечето от картините, които Фрида Кало създава по това време, са автопортрети, портрети на сестрите си и училищни приятели. Нейните ранни картини и кореспонденция показват, че вдъхновението ѝ идва преди всичко от европейски художници, по-специално ренесансови майстори като Сандро Ботичели и Аньоло Бронзино, както и от авангардни движения като Нова вещественост и кубизъм.

### Брак с Диего Ривера (1928 – 1930)
През юни 1928 г., на едно от партитата на италианско-американската фотографка и политическа активистка Тина Модоти, Кало се запознава с Диего Ривера, един от най-успешните художници в Мексико и забележителна фигура в комунистическата партия. Те се срещат за кратко през 1922 г., когато той рисува стенопис в училището. Малко след запознанството им през 1928 г. Кало го моли да прецени дали картините ѝ показват достатъчно талант, за да може да продължи да работи като художник. Ривера си спомня, че е впечатлен от нейните творби, заявявайки, че те показват „необичайна енергия на изразяване, прецизно очертаване на персонажа и истинска тежест... Те имат фундаментална пластична честност и собствена художествена личност ... за мен бе очевидно, че това момиче е автентична художничка“.
Скоро Кало започва връзка с Ривера, въпреки че е 20 години по-възрастен от нея, имал е две съпруги и е самопризнат женкар. Кало и Ривера се женят на гражданска церемония в кметството на Койоакан на 21 август 1929 г. Тя му се възхищава още като дете и мечтае да се ожени за него. Той е на 43, а тя на 22 години. Майка ѝ се противопоставя на брака и двамата ѝ родители го наричат „брак между слон и гълъб“, като се имат предвид различията в размера на двойката: Ривера е висок и с наднормено тегло, докато Кало е дребна и крехка. Но тях ги сближава не само изкуството, но и общите им политически убеждения. Техният бурен семеен живот става легендарен. По време на брака Диего има много извънбрачни връзки, включително с по-малката сестра на Фрида. Кало страда много от това, но и тя от своя страна има сексуални отношения както с жени, така и с мъже. Въпреки всичко баща ѝ одобрява избора на Ривера, който е богат и следователно може да издържа Кало, която не може да работи и трябва да получава скъпо медицинско лечение. Сватбата е обявена в мексиканската и в международната преса, и бракът е обект на постоянно медийно внимание в Мексико през следващите години.
Скоро след брака, в края на 1929 г., Кало и Ривера се преместват в Куернавака в селската област Морелос, където на Ривера е поръчано от американския посланик да рисува стенописи за Двореца Кортес. Приблизително по същото време Кало подава оставка от членството си в Мексиканската комунистическа партия в подкрепа на Ривера, който е експулсиран малко преди брака им за подкрепата му на опозиционно движение срещу левицата в рамките на Третия Интернационал.
По време на гражданската война Морелос е свидетел на едни от най-тежките битки и живеещите в Куернавака изострят чувството на Кало за мексиканска идентичност и принадлежност. Тя променя художествения си стил и все повече черпи вдъхновение от мексиканското народно изкуство. Историкът на изкуството Андреа Кетенман заявява, че Кало може да е повлияна от Адолфо Бест Маугард по темата, тъй като включва много от характеристиките – например, липсата на перспектива и комбинирането на елементи от предколумбовия и колониалния период на мексиканското изкуство. Подобно на много други мексикански художници и интелектуалци по онова време Кало започва да носи традиционното мексиканско селско облекло, за да подчертае родословието си: дълги и колоритни поли, хупили и ребози, сложни шапки и бижута. Особено е благосклонна към облеклото на жените от предполагаемото матриархално общество на Теуантепек, което представлява автентично местно мексиканско културно наследство в следреволюционно Мексико. Облеклото на техуанка позволява на Кало да изрази своите феминистки и антиколониалистични идеали, прикриват белезите от полиомиелит и операции на тялото ѝ и се хареса на Ривера, който вярва, че мексикански жени, които не носят мексикански дрехи, са психически и емоционално зависими от чуждата класа, към която искат да принадлежат. Идентифицирането с народа на Мексико и нейният дълбок интерес към културата му остават важни аспекти на нейното изкуство през цялото време.

### Пътуване в САЩ (1931 – 1933)
След като Ривера завършва проекта в Куернавака в края на 1930 г., той и Кало се преместват в Сан Франциско, където той рисува стенописи за Обедния клуб на борсата на Сан Франциско и Калифорнийското училището за изящни изкуства. Двойката е празнувана, боготворена и глезена от влиятелни колекционери и клиенти по време на престоя им в града. Кало е представена на американски артисти като Едуард Уестън, Ралф Стакпол, Тимоти Пфлюгер и Никълъс Мъри. Нейната дълга любовна връзка с фотографа Мъри най-вероятно започва по това време.
Шестте месеца, прекарани в Сан Франциско, са продуктивен период за Кало, който допълнително развива стила на народното изкуство, който е възприела в Куернавака. В допълнение към рисуването на портрети на няколко нови познати, тя рисува „Фрида и Диего Ривера“ (1931 г.), двоен портрет на базата на тяхната сватбена снимка и „Портрет на Лутър Бърбанк“ (1931 г.), който изобразява известния растениевъд като хибрид между човек и растение. Въпреки че все още публично се представя като съпруга на Ривера, а не като художничка, тя участва за първи път в изложба, когато картината Фрида и Диего Ривера е включена в Шестата годишна изложба на Обществото на жените художнички в Сан Франциско в Двореца на Почетния легион.
Кало и Ривера се завръщат в Мексико през лятото на 1931 г., а през есента пътуват до Ню Йорк за откриването на ретроспективата на Ривера в Музея на модерното изкуство. През април 1932 г. те се отправят към Детройт, където Форд Мотър Къмпани поръчва стенописи за Детройтския институт по изкуствата. По онова време Фрида става по-смела във взаимодействията си с пресата, впечатлявайки журналистите с владеенето на английски език и заявявайки при пристигането си в града, че тя е по-големият художник от двамата.
Годината, прекарана в Детройт, е труден период за Кало. Макар че обича да посещава Сан Франциско и Ню Йорк, тя не харесва аспектите на американското общество, което смята за колониалистко, както и повечето американци, които намира за „скучни“. Не харесва, че ѝ се налага да общува с капиталисти като Хенри и Едсел Форд, и е разгневена, че много от хотелите в Детройт отказват да приемат еврейски гости. В писмо до приятелка пише, че въпреки че е много заинтересована от цялото индустриално и механично развитие на Съединените щати, тя е гневна на всичките богати хора тук, тъй като е виждала хиляди хора в най-страшното нещастие, без никаква храна и без място за спане; това е, което най-много я впечатлява – ужасяващо е да вижда богатите, които правят партита ден и нощ, докато хиляди и хиляди други хора умират от глад. Времето в Детройт също се усложнява от бременността ѝ. Нейният лекар се съгласява да извърши аборт, но използваното лекарство е неефективно. Фрида Кало има противоречиви чувства да износи дете и вече е претърпяла аборт по-рано в брака. След неуспешния аборт тя неохотно се съгласява да продължи бременността, но през юли има спонтанен аборт, което причинява сериозен кръвоизлив и тя влиза в болница за две седмици. По-малко от три месеца по-късно майка ѝ умира от усложнения от операция в Мексико.
Въпреки нейната неприязън към Детройт и медицинските проблеми, времето на Кало в града е полезно за нейното артистично израстване и изразяване. Тя експериментира с различни техники като офорт и фрески, а картините ѝ започват да показват по-силен разказ. Тя започва също да акцентира върху темите за терора, страданието, раните и болката. Въпреки популярността на стенописа в мексиканското изкуство по онова време, Кало възприема диаметрално противоположни среди, оброчни образи или ретабло – религиозни картини на художници-аматьори върху малки метални листове с благодарствена на светиите за техните благословения по време на бедствие. Сред произведенията, които тя прави в рерабло в Детройт, са „Болницата Хенри Форд“ (1932), „Моето раждане“ (1932) и „Автопортрет на границата с Мексико и Съединените щати“ (1932). Докато нито едно от произведенията на Фрида Кало не е включено в изложби в Детройт, тя дава интервю за Детройт Нюз за нейното изкуство. Статията снизходително е озаглавена „Съпругата на майстора стенописец с радост се занимава с произведения на изкуството“.
Съпрузите се завръщат в Ню Йорк през март 1933 г., тъй като Равера е натоварен да рисува стенопис за Рокфелеровия център. През това време Кало работи само върху една картина, „Моята рокля виси там“ (1934). Кало също така дава допълнителни интервюта на американската преса. През май Ривера е уволнен от проекта за Рокфелеровия център след международен скандал понеже включва Владимир Ленин в стенописа и отказва да го премахне.

### Международно признание (1934 – 1939)
В Мексико Сити Кало и Ривера се преместват в нова къща в богатия квартал Сан Анхел. Създадена от студента на Льо Корбюзие Хуан О'Горман, тя се състои от две части, свързани заедно с мост; тази на Кало е боядисана в синьо, а на Ривера – в розово и бяло. Бохемската резиденция се превръща във важно място за срещи на художници и политически активисти от Мексико и чужбина.
Кало не рисува нови картини през 1934 г. и рисува едва две през следващата година. Тя отново има здравословни проблеми – претърпява апендектомия, два аборта и ампутация на гангренозните пръсти на крака Бракът ѝ с Ривера става все по-обтегнат. Той не е щастлив от завръщането си в Мексико и обвинява Фрида за това. Както и преди, когато не ѝ е верен, сега Ривера започва афера с по-малката сестра на Фрида – Кристина, което дълбоко накърнява чувствата на Кало. След като открива това в началото на 1935 г., тя се премества в апартамент в централната част на Мексико Сити и смята да се разведе с него, като също има афера с американския художник Исаму Ногучи.
Кало се сдобрява с Ривера и Кристина по-късно през 1935 г. и се премества обратно в Сан Анхел. Става любяща леля на децата на Кристина – Изолда и Антонио. Въпреки помирението, и Ривера, и Кало продължават изневерите си. Тя възобновява политическата си дейност през 1936 г., като се присъединява към Четвъртия Интернационал и става член-основател на комитет за солидарност, който да предостави помощ на републиканците в гражданската война в Испания. Тя и Ривера отправят успешна молба към мексиканското правителство да предостави убежище на бившия съветски лидер Леон Троцки и предлагат на него и съпругата му Наталия Седова Синята къща като резиденция. Двойката живее там от януари 1937 г. до април 1939 г., като Кало и Троцки не само стават добри приятели, но и имат кратка връзка.
1937 и 1938 г. са изключително продуктивни за Кало и тя рисува повече отколкото през всичките си осем предходни години, създавайки такива произведения като „Моята сестра и аз“ (1937), „Памет, сърце“ (1937), „Четири жители на Мексико“ (1938) и „Какво ми даде водата“ (1938). Въпреки че все още не е сигурна в работата си, Националният автономен университет в Мексико излага някои от картините ѝ в началото на 1938 г. Тя прави първата си значителна продажба през лятото на 1938 г., когато филмовата звезда и колекционер на изкуствата Едуард Г. Робинсън купува четири картини по 200 долара всяка. Още по-голямо признание получава, когато френският сюрреалист Андре Бретон посещава Ривера през април 1938 г. Той е впечатлен от Кало и описва работата ѝ като „лента около бомба“. Той не само обещава да уреди картините ѝ да бъдат изложени в Париж, но и пише на своя приятел и търговец на изкуствата Жулиен Леви, който я кани да проведе първата си самостоятелна изложба в галерията си в Манхатън.
През октомври Кало пътува сама в Ню Йорк, където цветната ѝ мексиканска рокля я кара да се чувства като върха на екзотиката. На откриването на изложбата ѝ през ноември присъстват известни личности като Джорджия О‘Киф и Клеър Бут Люс, които ѝ отделят много положително внимание в пресата, въпреки че много критици са снизходителни в своите ревюта. Въпреки Голямата депресия Кало продава половината от 25-те картини, представени на изложбата. Тя получава и поръчки от тогавашния президент на Музея за модерно изкуство Ансън Гудиър и от Клеър Бут Люс, за която рисува портрет на приятелката ѝ Дороти Хейл, самоубила се със скок от покрива на жилищната си сграда. През трите месеца, които прекарва в Ню Йорк, Кало рисува много малко и вместо това се съсредоточава върху удоволствието от града, доколкото нейното крехко здраве ѝ позволява.
През януари 1939 г. Кало отплава за Париж, за да отговори на поканата на Андре Бретон да организира изложба на нейното творчество. Когато пристига, тя открива, че Бретон не е освободил картините от митниците и че вече дори не притежава галерия. С помощта на Марсел Дюшан тя успява да организира изложба в друга галерия. По-нататъшни проблеми възникват, когато галерията отказа да изложи всички картини на Кало, защото смята, че ще шокират публиката, а Бретон настоява да бъдат показани заедно с фотографии на Мануел Алварес Браво, предколумбови скулптури, мексикански портрети от 18. и 19. век, играчки и черепи.
Изложбата е открита през март, но се радва на много по-малко внимание отколкото в Съединените щати отчасти поради настъпващата Втора световна война, което ѝ носи финансови загуби. Това кара Кало да отмени планираното си изложение в Лондон. Независимо от това Лувърът закупува картината „Рамката“, което я прави първата мексиканска художничка, включена в тяхната колекция. Картините на Кало са повлияни от мексиканската култура, което е видно от избора на ярки цветове и драматичния символизъм. В тях често присъства маймуната, която в мексиканската митология е символ на похот. Изкуството ѝ комбинира елементи от класическата мексиканска религиозна традиция със сюрреалистични елементи, като някои творби са твърде абстрактни.
Кало е горещо посрещната от други парижки художници като Пабло Пикасо и Жоан Миро, както и от света на модата – дизайнерката Елза Скапарели проектира рокля, вдъхновена от нея и я представя на страниците на сп. Вог Пари. Въпреки това цялостното мнение на Кало за Париж и за сюрреалистите остава отрицателно: в писмо до Мъри тя ги нарича „куп глупаци“, които са „толкова луди и гнили интелектуалци, че вече не мога да ги понасям“.
Кало отплава обратно за Ню Йорк скоро след откриването на изложбата. Тя е нетърпелива да се събере отново с Мъри, но решава да сложи край на тяхната връзка, тъй като той е срещнал друга жена, за която планира да се ожени. Кало се връща в Мексико Сити, където Ривера иска развод от нея. Точните причини за неговото решение са неизвестни, но той заявява публично, че е просто „въпрос на правно удобство в стила на съвременността ... няма сантиментални, художествени или икономически причини“. Кало и Ривера получават развод през ноември 1939 г., но остават приятелски настроени; тя продължава да управлява неговите финанси и кореспонденция.

### Синята къща и влошаващото се здраве (1940 – 1949)
След развода си с Ривера Кало се връща в Синята къща (Ла Каса Асул) и решава да поеме контрола над собствения си живот, като започва друг продуктивен период като художничка, вдъхновена от преживяванията си в чужбина. Окуражена от признанието, което получава, тя започва да използва вместо малките и интимни листове, с които си е служила от 1932 г., големи платна, лесни за излагане на изложба. Кало също така използва по-усъвършенствана техника, ограничава графичните детайли и започва да прави повече по-малки портрети, които са по-лесни за продажба. През този период тя рисува няколко от най-известни си творби като „Двете Фриди“ (1939), „Автопортрет с подстригана коса“ (1940), „Ранената маса“ (1940) и „Автопортрет с огърлица от тръни и колибри“ (1940). Три изложби включват нейни творби през 1940 г.: Четвъртата международна изложба на сюрреализма в Мексико Сити, Международната изложба Голдън Гейт в Сан Франциско и Двадесет века на мексиканското изкуство в Музея на модерното изкуство в Ню Йорк.
На 21 август 1940 г. Троцки е убит в Койоакан, където е продължил да живее след напускането на Синята къща. Кало е заподозряна за кратко, че е замесена, тъй като познава убиеца, като е арестувана и задържана за два дни със сестра си Кристина. Следващият месец тя пътува до Сан Франциско за медицинско лечение за болки в гърба и гъбична инфекция на ръката. Нейното постоянно крехко здраве все повече се влошава след развода ѝ с Равера и от прекомерната консумация на алкохол.
Ривера също е в Сан Франциско, след като бяга от Мексико Сити след убийството на Троцки. Въпреки че по време на посещението си в Сан Франциско Кало има връзка с търговеца на изкуство Хайнц Бергрюен, тя и Ривера се събират отново. Женят се повторно с обикновена гражданска церемония на 8 декември 1940 г. и се връщат в Мексико скоро след сватбата си. И двамата са по-независими и докато Синята къща е тяхната основна резиденция, Ривера запазва къщата на Сан Анхел за негово студио и втори апартамент. Въпреки всичко и двамата продължават да имат извънбрачни връзки.
Въпреки медицинското лечение, което получава в Сан Франциско, здравословните проблеми на Кало продължават и през 40-те год. на 20. век. Поради гръбначните си проблеми между 1940 и 1954 г. тя носи 28 отделни поддържащи корсета, вариращи от стомана и кожа до гипс. Кало има болки в краката, инфекция на ръката, която става хронична и е лекувана от сифилис. Смъртта на баща ѝ през април 1941 г. я вкарва в депресия. Нейното здравословно състояние я ограничава до къщата, която се превръща в център на нейния свят. Тя обича да се грижи за къщата и за нейната градина, а компания ѝ правят приятели, слуги и различни домашни любимци, включително маймуни, ксолоитцкуинтли и папагали.
В Съединените щати картините на Кало продължават да будят интерес. През 1941 г. нейните творби са представени в Института за съвременно изкуство в Бостън, а през следващата година тя взима участие в две изложби в Ню Йорк: портретната изложба „20. век“ и Първата изложба на сюрреализма. През 1943 г. тя е включена в изложбата на мексиканското изкуство в съвременния Музей на изкуствата във Филаделфия и на жени художнички в галерията „Изкуството на този век“ на Пеги Гугенхайм в Ню Йорк.
Кало придобива още по-голямо признание за изкуството си в Мексико. Тя става член-основател на Института за мексиканска култура – група от 25 художници, назначени от Министерството на народната просвета през 1942 г., за да разпространяват познание за мексиканската култура сред обществеността. В ролята си на член тя участва в планирането на изложби и присъства на художествени конференции. В Мексико Сити картините ѝ са включени в две изложби на мексиканското изкуство в Английската библиотека „Бенджамин Франклин“ през 1943 и 1944 г. Тя е поканена да участва в изложбата „Salon de la Flor“, представена на Годишното изложение на цветя. Статия на Ривера за изкуството на Кало също е публикувана.
Фрида Кало приема преподавателска позиция в реформираното Национално училище по живопис, скулптура и гравюра „Ла Есмералда“ през 1943 г. Тя насърчава учениците си да се отнасят към нея по неформален и нейерархичен начин, учи ги да ценят мексиканската народна култура и народното изкуство, и да търсят своите обекти на улицата. Когато нейните здравословни проблеми затрудняват пътуването ѝ до училището в Мексико Сити, тя започва да провежда уроците си в Синята къща. Физическите болки, примесени с лекарства и наркотици, променят съществено нейното душевно и психическо състояние.
Четирима от нейните ученици – Фани Рабел, Артуро Гарсия Бустос, Гилермо Монрой и Артуро Естрада стават нейни поклонници и са наричани „Лос Фридос“ за ентусиазма си. Тя осигурява три проекта за себе си и за своите студенти. През 1944 г. те изрисуват Ла Розита – пулкерия (тип таверна) в Койоакан. През 1945 г. правителството им възлага да нарисуват стенописи за пералня като част от национална схема за подпомагане на бедни жени, прекарали живота си като перачки. Същата година групата създава стенописи за Посада дел сол, хотел в Мексико Сити. Въпреки това той е унищожен скоро след завършването му, тъй като собственикът не го харесва.
Кало се бори да изкарва прехраната си от изкуството си до края на 40-те год., тъй като отказва да нагоди стила си към желанията на клиентите. Тя получава две поръчки от мексиканското правителство в началото на 40-те год., но и двете се провалят. Въпреки това тя има редовни частни клиенти като инженер Едуардо Морило Сафа, който поръчва повече от 30 портрета на членове на семейството си през десетилетието. Нейното финансово положение се подобрява, когато получава национална награда от 5000 песо за своята картина „Мойсей“ (1945 г.) през 1946 г., а платното „Двете Фриди“ е закупено през 1947 г. от Музея на модерното изкуство на Мексико сити.
През юни 1945 г. Кало заминава за Ню Йорк за неуспешна операция, която свързва костна присадка и стоманена опора към гръбнака ѝ, за да я държи изправена. Според биографа ѝ Херера Кало саботира възстановяването си, като не си почива, както е изискването и отново отваря раните си в пристъп на гняв. Нейните картини от този период, като „Счупена колона“ (1944), „Без надежда“ (1945), „Дърво на надеждата, стани бързо“ (1946) и „Раненият елен“ (1946) отразяват влошеното ѝ здраве.

### Последни години и смърт (1950 – 1954)
През 1950 г. Кало прекарва по-голямата част от годината в болница в Мексико Сити, където претърпява нова операция на костна трансплантация на гръбнака. Това предизвиква инфекция и налага няколко последователни хирургични операции. След като е изписана, тя се ограничава предимно в Синята къща, използвайки инвалидна количка и патерици, за да се придвижва.
През тези последни години от живота си Кало посвещава времето си на политически каузи до степента, до която здравето ѝ позволява. През 1948 г. се присъединява към Мексиканската комунистическа партия и се бори за мир, като например събира подписи за Стокхолмския апел. Рисува предимно натюрморти, изобразявайки плодове и цветя и политически символи като знамена или гълъби. Загрижена е за това, че може да изобрази политическите си убеждения, заявявайки, че „досега съм успяла просто да изразя честността си… трябва да се боря с всички сили, за да гарантирам, че малкото положително въздействие, което здравето ми позволява да окажа, също ще е от полза за революцията, единствената истинска причина да се живее.“ Променя стила си на рисуване: нейните дотогава деликатни и внимателни щрихи стават по-бързи, използването на цветовете – по-дръзко, а цялостният ѝ стил – по-интензивен и трескав.
Фотографът Лола Алварес Браво разбира, че не ѝ остава много да живее и организира първата ѝ самостоятелна изложба в Мексико през април 1953 г. Въпреки че първоначално Кало не трябва да присъства на откриването, тъй като лекарите са я оставили на легло, тя нарежда то да бъде преместено от дома ѝ в галерията. За изненада на гостите тя пристига в линейка и е пренесена на носилка до леглото, където остава за партито. Изложбата е не само забележително културно събитие в Мексико, но и събитие в масовата преса по целия свят. Същата година изложбата за мексиканско изкуство на галерията Тейт Бритън в Лондон представя 5 от нейните картини.
Десният крак на Кало е ампутиран до коляното поради гангрена през август 1953 г. Тя е тежко депресирана и тревожна, и ползва голямо количество болкоуспокояващи. Когато Ривера започва още една афера, тя се опитва да се самоубие със свръхдоза. Пише в дневника си през февруари 1954 г.: „..те са ме подлагали векове на мъчения и на моменти почти загубих разума си. Продължавам да искам да се самоубия. Диего е това, което ме възпира, чрез моята суетна идея, че ще му липсвам... Но никога през живота си не съм страдала повече. Ще изчакам известно време ..."
Отново е хоспитализирана през април и май. Последните ѝ картини включват „Марксизмът ще даде здраве на болните“ (около 1954 г.), „Фрида и Сталин“ (около 1954 г.) и натюрморта „Да живее живота“ (1954).
В последните си дни Кало е предимно прикована от бронхопневмония, въпреки че се появява публично на 2 юли 1954 г., участвайки с Ривера в демонстрация срещу нахлуването на ЦРУ в Гватемала. Тя сякаш очаква смъртта си, като говори за това на посетителите и рисува скелети и ангели в дневника си. Последният чертеж е черен ангел, който биографът ѝ Хейдън Херера интерпретира като Ангела на смъртта. Последните думи, които пише, са: „Радостно очаквам изхода и се надявам никога да не се върна. Фрида“ (Espero Alegre la Salida – y Espero no Volver jamás).
Демонстрацията влошава болестта ѝ, а в нощта на 12 юли 1954 г. Кало има висока температура и силни болки. Около 6 часа на 13 юли 1954 г. сестрата я намира мъртва в леглото. Кало е едва на 47 години. Официалната причина за смъртта е белодробна емболия, въпреки че не е извършена аутопсия. Биографът ѝ Хейдън Херера твърди, че Кало всъщност е извършила самоубийство. Медицинската сестра, която брои обезболяващите лекарства на Кало, за да следи употребата, заявява, че Кало е взела свръхдоза през нощта, от която е починала. На нея е предписана максимална доза от 7 хапчета, а тя взима 11. Освен това дава на Ривера подарък за годишнината от сватбата същата вечер, повече от месец предварително.
Вечерта на 13 юли тялото на Кало е откарано в Двореца на изящните изкуства, където е положена под комунистическия флаг. На следващия ден е пренесена в Гражданския пантеон Долорес, където приятели и семейството ѝ присъстват на неформална погребална церемония. Отвън са стотици почитатели. В съответствие с нейните желания тя е кремирана. Ривера, който заявява, че смъртта ѝ е най-трагичният ден в живота му, умира три години по-късно, през 1957 г. Урната с пепелта на Фрида Кало се намира в Синята къща, която е открита като музей през 1958 г.

## Признание
Освен закупуването на нейна картина от Лувъра като цяло творчеството ѝ остава непознато за широката публика десетки години след смъртта ѝ. Тя е известна най-вече като жената на Диего Ривера. Всичко това се променя едва през 80-те години на 20 век. На 21 юни 2001 г. тя става първата жена мексиканка, която е удостоена с пощенска марка в САЩ. През 2002 г. по живота ѝ е направен филм със Салма Хайек в главната роля. През 2005 г. е организирана международна изложба с нейни произведения. През 2010 година 500 песо в Мексико носят нейния лик и този на Равера.